# Madascincus
Madascincus is een geslacht van hagedissen uit de familie skinken (Scincidae).

## Naam en indeling
De wetenschappelijke naam van de groep werd voor het eerst voorgesteld door Édouard Raoul Brygoo in 1982. Er zijn twaalf soorten, inclusief de soorten Madascincus miafina en Madascincus pyrurus die pas in 2016 voor het eerst wetenschappelijk zijn beschreven. In veel bronnen wordt hierdoor een lager soortenaantal vermeld. De skinken zijn sterk verwant aan de soorten uit het geslacht Amphiglossus.
De wetenschappelijke geslachtsnaam Madascincus betekent vrij vertaald 'skink van Madagaskar'.

## Uiterlijke kenmerken
De verschillende soorten blijven vrij klein en bereiken een lichaamslengte van ongeveer acht centimeter exclusief staart. De poten zijn goed ontwikkeld en dragen vijf vingers aan de voorpoten en vijf tenen aan de achterpoten. Op het midden van het lichaam zijn 24 lengterijen schubben aanwezig.
Een aantal soorten heeft een opvallende rode staart, zoals Madascincus igneocaudatus. Deze kleur dient om vijanden af te leiden, als de staart wordt beetgepakt wordt de staart afgeworpen en groeit na verloop van tijd weer aan. Dit verschijnsel wordt wel caudale autotomie genoemd.

## Verspreiding en habitat
Alle soorten komen endemisch voorkomen in Madagaskar.
Door de internationale natuurbeschermingsorganisatie IUCN is aan tien soorten een beschermingsstatus toegewezen. Vijf soorten worden beschouwd als 'veilig' (Least Concern of LC), een soort als 'kwetsbaar' (Vulnerable of VU), een soort als 'onzeker' (Data Deficient of DD), een soort als 'gevoelig' (Near Threatened of NT) en een soort als 'bedreigd' (Endangered of EN). De soort Madascincus arenicola wordt beschouwd als 'ernstig bedreigd' (Critically Endangered of CR), deze soort is slechts van een paar locaties bekend. De hagedis is nog nooit in het wild waargenomen maar alleen bekend uit vallen.

## Soorten

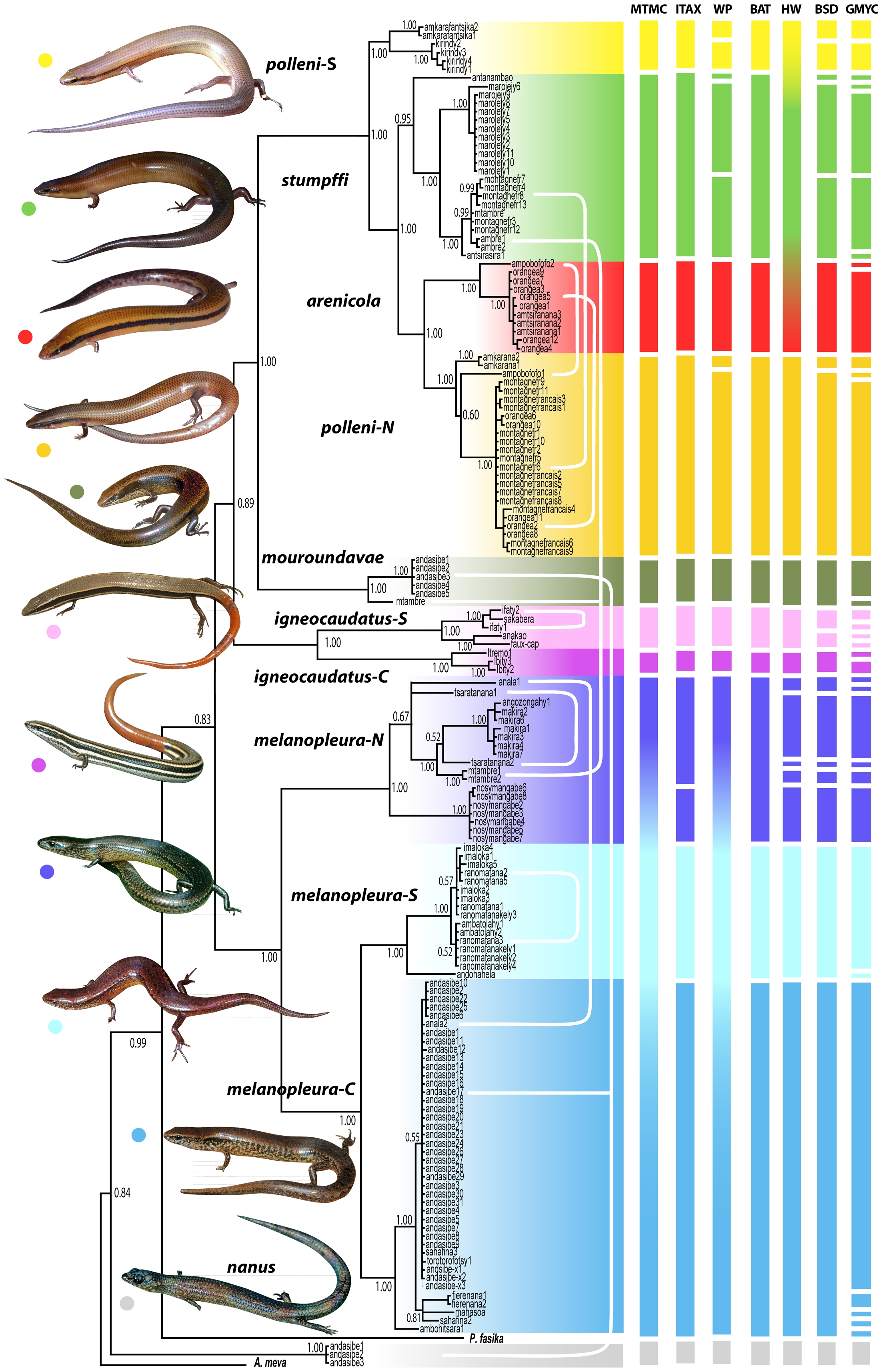
Schematische weergave van de verwantschappen van een aantal soorten.

Het geslacht omvat de volgende soorten, met de auteur en het verspreidingsgebied.
| Afbeelding                       | Naam                      | Auteur                                | Verspreidingsgebied       |
| -------------------------------- | ------------------------- | ------------------------------------- | ------------------------- |
| Plaats uw zelfgemaakte foto hier | Madascincus ankodabensis  | Angel, 1930                           | Madagaskar                |
|                                  | Madascincus arenicola     | Miralles, Köhler, Glaw & Vences, 2011 | Noordelijk Madagaskar     |
|                                  | Madascincus igneocaudatus | Grandidier, 1867                      | Madagaskar                |
| Plaats uw zelfgemaakte foto hier | Madascincus macrolepis    | Boulenger, 1888                       | Centraal Madagaskar       |
|                                  | Madascincus melanopleura  | Günther, 1877                         | Madagaskar                |
| Plaats uw zelfgemaakte foto hier | Madascincus miafina       | Miralles, Köhler, Glaw & Vences, 2016 | Noordelijk Madagaskar     |
| Plaats uw zelfgemaakte foto hier | Madascincus minutus       | Raxworthy & Nussbaum, 1993            | Madagaskar                |
|                                  | Madascincus mouroundavae  | Grandidier, 1872                      | Westelijk Madagaskar      |
|                                  | Madascincus nanus         | Andreone & Greer, 2002                | Noordoostelijk Madagaskar |
|                                  | Madascincus polleni       | Grandidier, 1869                      | Madagaskar                |
| Plaats uw zelfgemaakte foto hier | Madascincus pyrurus       | Miralles, Köhler, Glaw & Vences, 2016 | Centraal Madagaskar       |
|                                  | Madascincus stumpffi      | Boettger, 1882                        | Madagaskar                |